# کوسان
کوسان (به پرتغالی: Cosan) شرکت خوشه‌ای برزیلی است، که در زمینه تولید زیست‌سوخت، اتانول، شکر و الکل، هم‌چنین بازاریابی و فروش گونه‌های مختلف انرژی، سوخت‌های فسیلی، بنزین و نیز ارائه خدمات لجستیکی فعالیت می‌کند.
شرکت کوسان در سال ۱۹۳۶ تأسیس شد و در حال حاضر دارای عملیات در کشورهای برزیل، اروگوئه، پاراگوئه، بولیوی، شیلی و بریتانیا می‌باشد.
دفتر مرکزی این شرکت در شهر سائوپائولو، برزیل قرار دارد و بخشی از سهام آن در بازارهای بورس نیویورک و بورس سائوپائولو معامله می‌شود. شرکت کوسان هم‌اکنون با در اختیار داشتن ۲۳ کارخانه تولیدی، به‌عنوان بزرگترین تولیدکننده شکر در جهان محسوب می‌شود.